# Klarabranden 1751

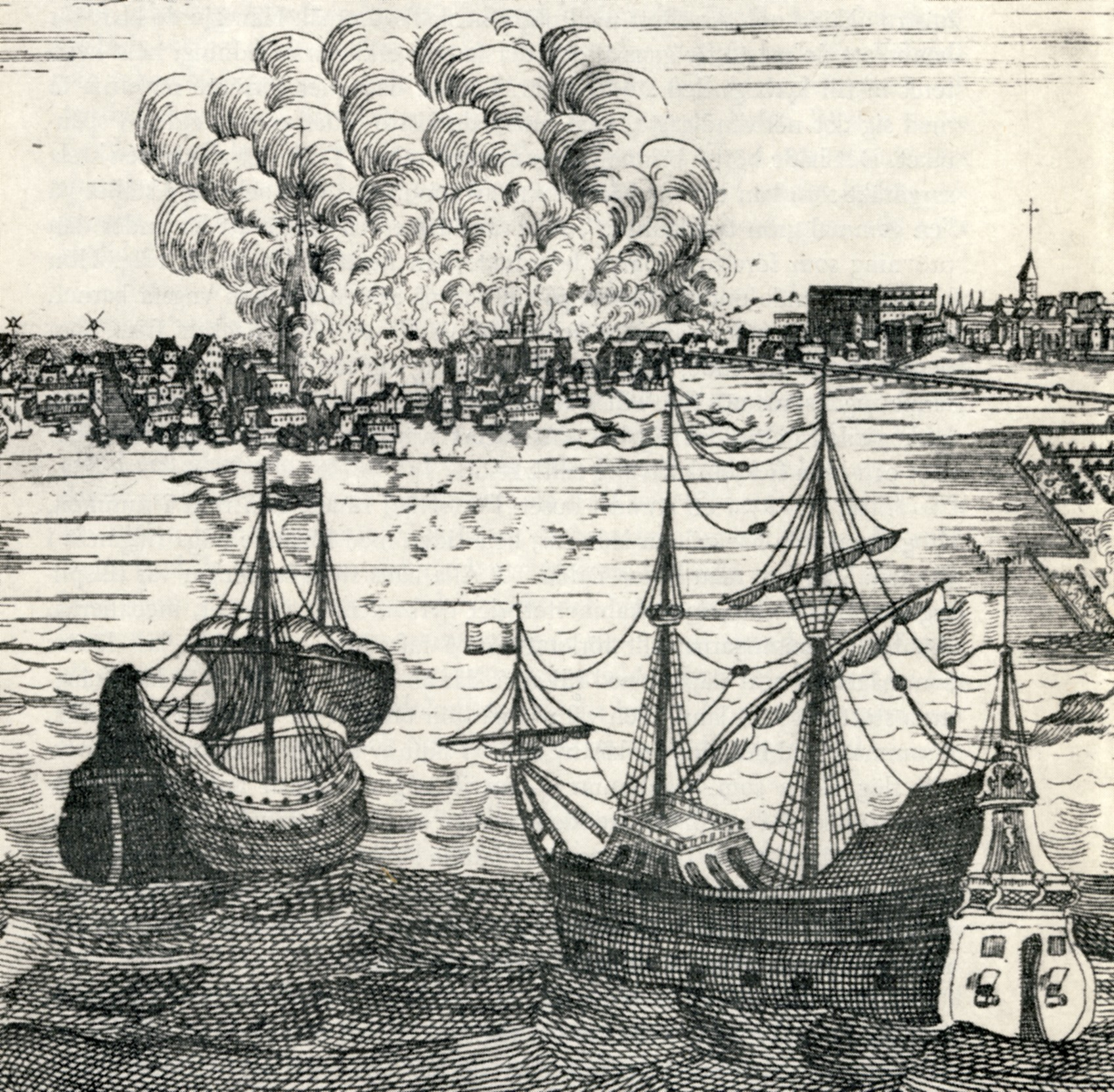
Klarabranden 1751 sedd från Kungsklippan på Kungsholmen

Klarabranden 1751 var en stor brand i Stockholm som startade den 8 juni 1751 i färgeriet Blå Hand i kvarteret Gripen vid Mäster Samuels gränd i Klara församling på Norrmalm, ungefär på platsen för dagens Åhléns City. 
Branden blev en katastrof, som härjade en stor del av dåtidens bebyggelse på Norrmalm, 221 gårdar blev totalförstörda och Klara kyrka skadades svårt. Branden spred sig ända till Södermalm och räknas till de våldsammaste som drabbat Stockholm.

## Förlopp

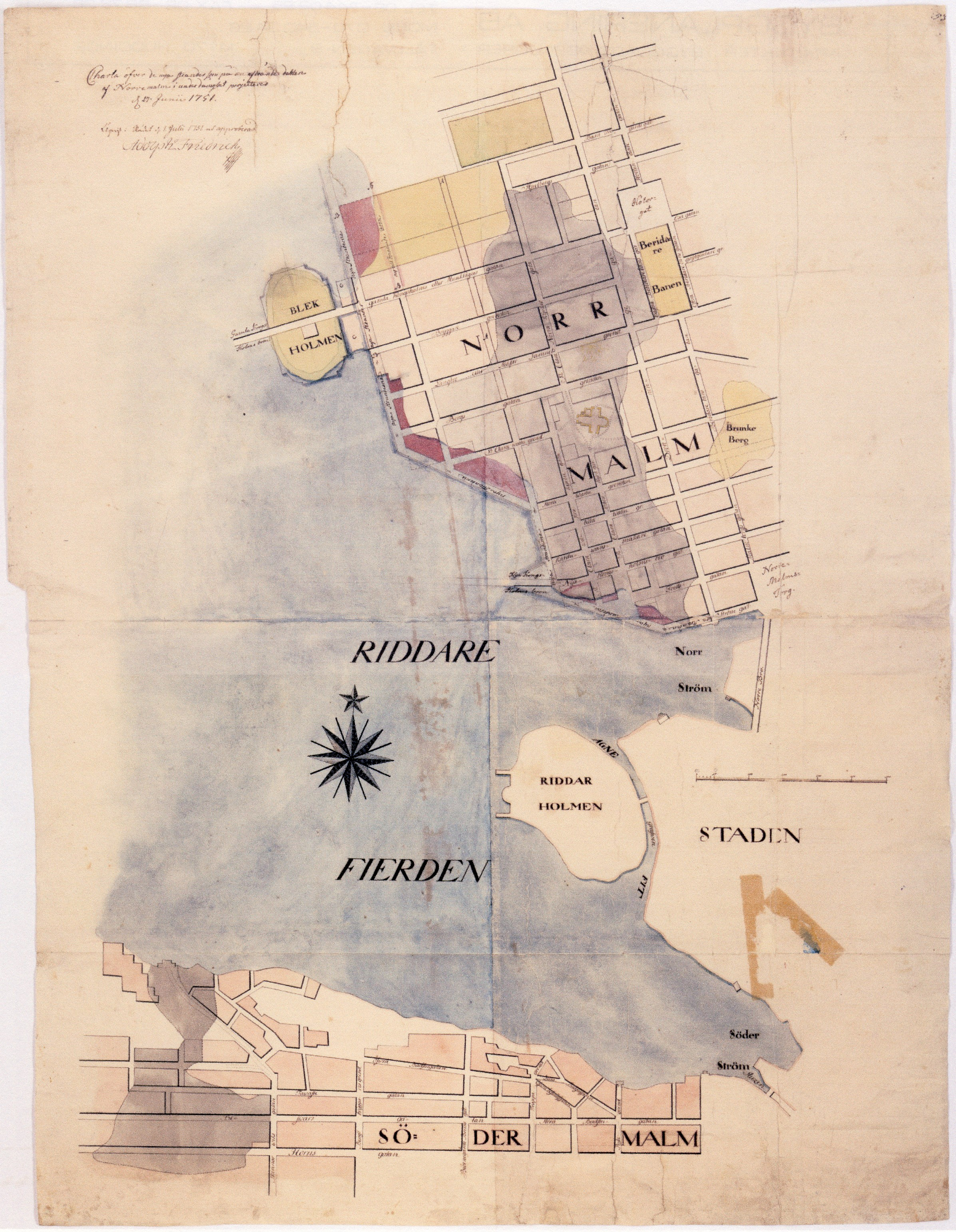
De mörkgråtonade områdena anger brandens spridning. Karta från 1751

Redan några dagar innan branden började rådde det stormvindar över Stockholm och invånarna hade problem med sina bryggor och båtar som blåste sönder eller slet sig och drev bort. De stora segelfartygen vid Skeppsbron vågade inte gå ut.
Exakt var branden startade var till en början ovisst, men det var i kvarteren väster om Drottninggatan som det brann. Efteråt blev det klarlagt att det var i färgeriet Blå Hand hos färgaren Johan Mauritz Engwiller som det hela startade. Hans fastighet låg på den plats där varuhuset Åhléns City numera finns. Strax efter tolvslaget lördagen den 8 juni 1751 mitt på dagen började kyrkklockorna i Stockholm klämta och varna “det brinner i staden”. På Brunkebergsåsens vårdtorn och på Skeppsbron hissades brandflaggorna. Enligt traditionen övertog kungen själv kommandot. Den nytillträdde kung Adolf Fredrik deltog aktivt i släckningsarbetet. Carl Gustaf Tessin och andra riksråd var också ute och bekämpade branden. 
Elden spred sig oerhört snabbt i stormens riktning, mot väst och sydväst, och snart rådde det total kaos. Släckningsmanskapet kunde inte stoppa branden i vindriktningen men de kunde försöka hindra den från att spridas åt sidorna. Man förfogade över några få slangsprutor och bekämpade elden huvudsakligen med handsprutor och med vatten i läderämbar (hinkar) som transporterades fram via langningskedjor från Riddarfjärden. 
Så småningom tog Klara kyrka eld. Tornet brann som en fackla och störtade samman, likaså kyrkvalvet. Klockaren Petter Tideman lyckades rädda en del av kyrksilvret. Hettan var så enorm att gravstenshällarna inne på kyrkgolvet sprack och föll ner i gravarna. Kyrkklockorna smälte och återfanns senare som stora malmklumpar. En del av takets kopparplåtar flög glödande över Riddarfjärden ända till Södermalm, där de tillsammans med gnistregnet antände byggnader vid Skinnarviksberget. Därefter spred sig branden över Hornsgatan mot Zinkensdamm och gårdarna vid Hornskroken.
Hela Klara var ett enda eldhav och det såg ut som om luften ovanför branden tagit eld. Elden hade utvecklats till en eldstorm som kan jämföras med eldstormarna i samband med bombningar av tyska städer under andra världskriget.
När kvällen kom låg stora delar av Klara församling från Drottninggatan ner till Klara sjö i ruiner. Klara sjös strandlinje låg vid den tiden längre österut, ungefär i Vasagatans sträckning. Branden flammade upp om och om igen; det stormade fortfarande. Först vid tretiden på söndagsmorgonen var branden under kontroll. Det rådde panik; man misstänkte nämligen mordbrand och att branden var anlagd.

## Efterföljder
Det 1746 startade Brand- och försäkringscontoiret i Stockholm betalade ut cirka 784 000 daler i försäkringspengar, men man saknade pengar till hela beloppet. Endast en del av de drabbade husägarna hade försäkrat sina gårdar, varför totalkostnaderna för branden var betydligt högre än den av Brandcontoiret beräknade summan. Totalt hade 221 gårdar förstörts.
En person som hade drabbats hårt av branden var bergsvetenskapsmannen och mineralogen Daniel Tilas. Hans gård låg nära Klara sjös strand, ungefär där Esseltehuset finns idag. Han var ögonvittne till branden och även hans gård totalförstördes i katastrofen. I elden försvann inte bara hans hem utan även material som han samlat ihop under 20 års arbete och som skulle bli en svensk och en allmän mineralhistoria. Hans livsverk hade gått upp i rök och den bitterhet Daniel Tilas kände över sin förlust följde honom genom hela livet.

## Domen
Även på högsta ort delade man misstankarna om mordbrand. Tessin skrev till sin fru den 11 juni att bränderna måste vara anlagda. Det fanns rykten om planerade eldsvådor och anslag mot den nya konungens (Adolf Fredrik) person. Flera personer greps och 600 man ur Upplands regemente posterades i staden. Misstankarna riktades mot Ryssland som hade varit emot Adolf Fredriks trontillträde. Man utlovade en belöning på 2 000 dukater till den som kunde lämna upplysningar till lösningen av brandgåtan. Detta ledde till en angivningshysteri och en våg av anhållanden. Men en efter en av de häktade fick släppas fria igen. Slutligen återstod två gripna, bagargesällerna Fredrik Söderhamn och Kristoffer Roland. Enligt rätten hade de båda gaddat sig ihop om att bränna upp Stockholm. Inför rätten skyllde de på varandra. Den icke tillfredsställande domen löd på 24 par spö och livstids straffarbete på Marstrands fästning för Söderhamn och 8 dagars vatten och bröd till Roland.
Under tiden hade dock Norra förstadens kämnärsrätt redan fällt en person för att genom oförsiktighet ha vållat branden. Det var gesällen Goldkuhl i färgeriet Blå Handen och han dömdes till att betala 2 silvermynt för var och en av de 221 nedbrunna gårdarna, 100 daler till Klara kyrkans återuppbyggnad samt 100 daler i “mansbot” för en man som hade blivit innebränd. Om han inte kunde betala skulle straffet omvandlas till 28 dagars vatten och bröd.

## Skildring
En samtida skildring av Olof Gjöding började:
| ”             | Upp Stockholm ur tin Synda Dwala! Statt upp och hör Guds Wäcktarröst! Erkänn tin synd och slå titt bröst! Nar straffen om tin ondska tala, Hör krak och brak: Se eld och låga, Guds wredes ilar i sitt lopp Hwad förekommer bränner opp, Ho kan bestå för Herrans plåga? | „ |
| – O J Gjöding | |   |